# Колокола церкви Каллио
«Колокола церкви Каллио» (фин. Kallion kirkon kellosävel; швед. Klockmelodin i Berghälls kyrka), JS 102, опус 65b ― краткий хорал для карильона с автоматическим механизмом, написанный в 1912 году финским композитором Яном Сибелиусом. Произведение звучит с колокольни церкви Каллио два раза в день ― в полдень и в шесть часов вечера. Хорал считается заметной частью звукового ландшафта Хельсинки; он, по сути, является самым исполняемым произведением Сибелиуса.
Премьера сочинения состоялась 1 сентября 1912 года на церемонии освящения церкви. Вскоре после этого события финский хормейстер Хейкки Клеметти без разрешения Сибелиуса создал аранжировку хорала для смешанного хора a cappella, положив на музыку одно из стихотворений Юлиуса Энгстрёма, священника новой церкви. Вовлечённость Клеметти в работу над произведением привела финскую прессу в замешательство: некоторые газеты ошибочно приписали мелодию обоим композиторам, в то время как другие («Helsingin Sanomat», «Hufvudstadsbladet») при упоминании хорала полностью опустили имя Сибелиуса. Чтобы вернуть себе авторское право на сочинение, Сибелиус ― через несколько дней после освящения церкви ― сделал аранжировку «Колоколов…» для фортепиано соло, а 13 сентября по-своему переложил композицию для смешанного хора, использовав новый текст, написанный Клеметти.

## История

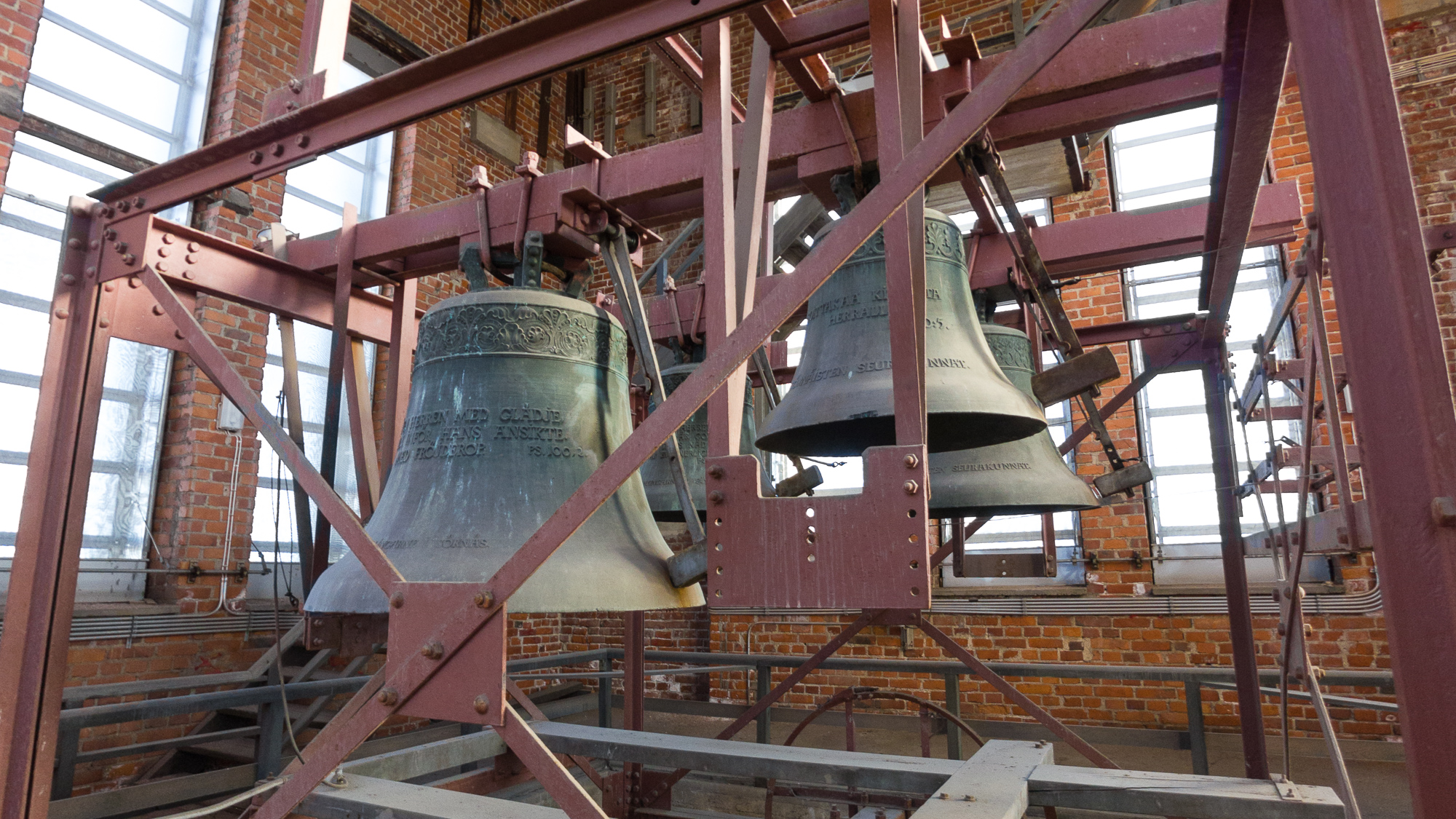
Карильон церкви

13 июля 1908 года началось строительство новой лютеранской церкви в хельсинкском районе Каллио; финский архитектор Ларс Сонк спроектировал здание, стилистически сочетающее в себе влияние как национального романтизма, так и модерна. Внутри башни церкви был установлен карильон из семи бронзовых колоколов общим весом 4 800 килограммов (диапазон ― от D♯1 до C♯2), заказанных у известного мастера Франца Шиллинга из Апольды; изготовление механизма карильона, в свою очередь, было поручено фирме Фридриха Бокельмана.
В 1910 году Сибелиус прервал работу над Четвёртой симфонией с целью провести переговоры со строительным комитетом, руководившим сооружением церкви, который надеялся, что композитор придумает уникальную мелодию для механизированного карильона. Сибелиус принял это предложение, справившись вместе с Оскаром Мериканто и Ильмари Кроном о высоте звуков, издаваемых колоколами церкви. Однако, к началу 1911 года композитор всё ещё не определился с мелодией, хотя и периодически обдумывал идею переложения для карильона последних тактов своей Второй симфонии (1902).
Хорал «Колокола церкви Каллио» впервые прозвучал в воскресенье 1 сентября 1912 года и сразу же привлёк к себе внимание хормейстера Хейкки Клеметти, который самовольно, без согласования с автором произведения, аранжировал его для смешанного хора. Это вызвало раздражение у Сибелиуса, который, узнав о «вмешательстве» Клеметти, выразился в своём дневнике: «[Узнав об этом], я пришёл в ярость, однако через пару часов стал совершенно безразличен к его дерзости».